# Oxytropis deflexa
Oxytropis deflexa är en ärtväxtart som först beskrevs av Pall., och fick sitt nu gällande namn av Dc. Oxytropis deflexa ingår i släktet klovedlar, och familjen ärtväxter. Det svenska namnet är Bajkalvedel.

## Underarter
Arten delas in i följande underarter:
- O. d. deflexa
- O. d. norvegica
- O. d. sericea
- O. d. foliolosa